# Marquesado de Flores Dávila
El marquesado de Flores Dávila es un título nobiliario español creado por el rey Felipe III de España el 11 de abril de 1612 a favor de Pedro de Zúñiga Palomeque y de la Cueva Cabeza de Vaca, señor de Flores de Ávila, embajador en Inglaterra, Escocia e Irlanda y caballero de la Orden de Santiago.

## Denominación
Su denominación hace referencia al municipio de Flores de Ávila en la provincia de Ávila.

## Titulares
|                         | Titular                                                        | Periodo                 |
| Creación por Felipe III | Creación por Felipe III                                        | Creación por Felipe III |
| ----------------------- | -------------------------------------------------------------- | ----------------------- |
| I                       | Pedro de Zúñiga Palomeque y de la Cueva Cabeza de Vaca         | 1612-1631               |
| II                      | Catalina de Zúñiga y de la Cueva                               | 1631-¿?                 |
| III                     | Mayor Ramírez de Zúñiga y de la Cueva                          | ¿?-1645                 |
| IV                      | Pedro Diego de Zúñiga y de la Cueva                            | 1645-1669               |
| V                       | Antonio Fernando de la Cueva Silva Fernández Manrique y Zúñiga | 1669-1709               |
| VI                      | Petronila de Zúñiga Palomeque y Pano                           | ¿?-¿?                   |
| VII                     | Ignacio Antonio de Guzmán y Zúñiga Alarcón y Toledo            | ¿?-1725                 |
| VIII                    | Juan Antonio de Guzmán y Anaya                                 | 1725-¿?                 |
| IX                      | Isabel María Nieto de Silva Pacheco y Guzmán                   | ¿?-1736                 |
| X                       | Vicente de Moctezuma Nieto de Silva y Guzmán                   | 1736-1752               |
| XI                      | María Manuela de Moctezuma Pacheco Nieto de Silva y Guzmán     | 1752-1787               |
| XII                     | Manuel Vicente de Aguilera y Moctezuma                         | 1787-1798               |
| XIII                    | Manuel-Isidoro de Aguilera Moctezuma-Pacheco y Galarza         | 1798-1802               |
| XIV                     | Fernando de Aguilera y Contreras                               | 1802-1838               |
| XV                      | José de Aguilera y Contreras                                   | 1838-1872               |
| XVI                     | Manuel María de Aguilera y Gamboa                              | 1872-1899               |
| XVII                    | Manuel María de Aguilera y Pérez de Herrasti                   | 1899-1925               |
| XVIII                   | Manuel de Aguilera y Ligués                                    | 1927-1977               |
| XIX                     | Margarita de Aguilera y Narváez                                | 1998-actual titular     |

## Marqueses de Flores Dávila
- Pedro de Zúñiga Palomeque y de la Cueva Cabeza de Vaca (baut. iglesia de Santa María del Castillo, Flores de Ávila,  6 de abril de 1559-Madrid, 21 de octubre de 1631), I marqués de Flores Dávila, embajador en Inglaterra y caballero de la Orden de Santiago. Era hijo de Diego de Zúñiga y Benavides, señor de Flores de Ávila, Cisla y la Aldehuela, regidor de Salamanca y corregidor de Toledo, y de su esposa de Antonia Cabeza de Vaca y Dávila.[2]

Casó con Juana de Mendoza y Bazán (m. 1652), IX condesa de Coruña y IX vizcondesa de Torija. Sin descendencia, le sucedió su hermana:
- Catalina de Zúñiga y de la Cueva, II marquesa de Flores Dávila.

Casó con Bernardo Ramírez de Vargas y Mendoza. Le sucedió su hija:
- Mayor Ramírez de Zúñiga y de la Cueva (m. diciembre de 1645), III marquesa de Flores Dávila.[5]

Contrajo matrimonio con Antonio de Zúñiga y de la Cueva (Cuéllar, c. 1590-Orán, 31 de marzo de 1652), comendador de la Orden de Santiago, gobernador y capitán general de Orán, gobernador de los condados de Rosellón y Cerdaña y miembro del consejo de Guerra. Le sucedió su hijo:
- Pedro Diego de Zúñiga y de la Cueva (m. 12 de abril de 1669), IV marqués de Flores Dávila, caballero de la Orden de Santiago.[5]

Casó en primeras nupcias con Mencía de Melo-Portugal, y en segundas con Francisca Manrique de Silva (m. 30 de noviembre de 1696), X marquesa de Aguilar de Campoo. Le sucedió su hijo del segundo matrimonio:
- Antonio Fernando de la Cueva Silva Fernández Manrique y Zúñiga (1656-1 de noviembre de 1709), V marqués de Flores Dávila, XV conde de Castañeda, V marqués de la Eliseda, Grande de España.[7]

Contrajo matrimonio en 1688 con Catalina María Téllez-Girón y Sandoval. Sin descendencia, le sucedió:
- Petronila de Zúñiga Palomeque y Pano, VI marquesa de Flores Dávila, descendiente del III señor de Flores Dávila.[8]

Sin descendencia, le sucedió su pariente:
- Ignacio Antonio de Guzmán y Zúñiga Alarcón y Toledo (n. 10 de enero de 1725), VII marqués de Flores Dávila,[8] II marqués de Almarza, descendiente del II señor de Flores Dávila,[8] hijo de Gaspar de Guzmán y Anaya Toledo y Renginfo, I marqués de Almarza.

Le sucedió su tío:
- Juan Antonio Bernabé de Guzmán y Anaya, VIII marqués de Flores Dávila, III marqués de Almarza y caballero de la Orden de Santiago.[9]

Casó con Juana Dupuy, natural de Cerdeña. Sin descendencia, le sucedió su sobrina:
- Isabel María Nieto de Silva Pacheco y Guzmán o Isabel Nieto de Silva Pacheco y Guzmán o Isabel Nieto de Silva y Guzmán (Salamanca, 1690-19 de agosto de 1736), IX marquesa de Flores Dávila, VIII marquesa de Cerralbo, V condesa de Villalobos y IV condesa de Alba de Yeltes.[10]

Contrajo matrimonio en 1707 con Francisco de Moctezuma Torres Carvajal y Monory, de Moctezuma Torres y Carvajal o de Moctezuma y Torres (baut. Cáceres, 28 de agosto de 1691). Le sucedió su hijo:
- Vicente de Moctezuma Nieto de Silva y Guzmán (m. Madrid, 19 de mayo de 1752),[13][11] X marqués de Flores Dávila, IX marqués de Cerralbo, VI conde de Villalobos, conde de Alba de Yeltes, IV marqués de Almarza y vizconde de San Miguel.[10]

Casó el 8 de julio de 1733 con Antonia de Vera Quiñones, hija de Diego Manuel de Vera Fajardo y Varona, IX marqués de Espinardo, y Antonia María de Cáceres Quiñones. Sin descendencia, le sucedió su hermana:
- María Manuela de Moctezuma Pacheco Nieto de Silva y Guzmán (c. 1722-Salamanca, 6 de junio de 1787), XI marquesa de Flores Dávila, X marquesa de Cerralbo, grande de España, VII condesa de Villalobos,[11] V marquesa de Almarza y V condesa de Alba de Yeltes.[11][15]

Casó en Salamanca el 12 de septiembre de 1731 con su primo hermano, Francisco-Ventura de Orense de Moctezuma del Castillo y Guzmán, IV vizconde de Amaya, hijo de Juan Manuel Orense Moctezuma, III vizconde de Amaya, y de María Isabel de Moctezuma y Torres, I marquesa de la Liseda.  Le sucedió su sobrino, hijo de su hermana Ana María y de su esposo, Tomás de Aguilera y Luján, III conde de Casasola del Campo, y de María Antonia Orense del Castillo:
- Manuel Vicente de Aguilera y Moctezuma Pacheco (Salamanca, 2 de junio de 1741-Navalcarnero, 1 de diciembre de 1798),[17] XII marques de Flores Dávila,[18] XII marqués de Cerralbo,[19] grande de España, VII marqués de Almarza,  VI conde de Alba de Yeltes,[18] V conde de Casasola del Campo, X conde de Villalobos y caballero de la Orden de Carlos III.[18][11]

Contrajo matrimonio, el 2 de febrero de 1760 en Madrid, con María Cayetana de Galarza y Brizuela (Madrid, 18 de diciembre de 1741-Madrid, 18 de abril de 1806), VI condesa de Peñalva. VII condesa de Foncalada, condesa de Fuenrubia, III condesa de la Oliva de Gaytán, dama de la Orden de las Damas Nobles de la Reina María Luisa y académica de la Real Academia Latina Matritense. Era hija de Francisco Fernando José de Galarza y Suárez de Toledo, III conde la Oliva de Gaytán, y de María Manuela de Brizuela y Osorio Velasco y Guadalfajara, condesa Fuenrubia. Le sucedió su hijo:
- Manuel Isidoro de Aguilera Moctezuma-Pacheco y Galarza (Talavera de la Reina, 2 de enero de 1762-Valencia, 3 de diciembre de 1802), XIII marqués de Flores Dávila,[18] XIII marqués de Cerralbo, grande de España,[19] VIII marqués de Almarza, VII conde de Alba de Yeltes,[18] V conde de Casasola del Campo, VIII conde de Foncalada, conde de Fuenrubia,[21] VII conde de Peñalva, X conde de Villalobos[18] y sumiller de corps del futuro rey Fernando VII.[17]

Casó, el 22 de abril de 1780, en Madrid con María Josefa Joaquina Ruiz de Contreras y Vargas Machuca, VII condesa de Alcudia, grande de España, y VI marquesa de Campo Fuerte.  Le sucedió su hijo:
- Fernando de Aguilera y Contreras (Madrid, 20 de agosto de 1784-Madrid, 2 de mayo de 1838), XIV marqués de Flores Dávila,[23] VIII conde de Alcudia,[24] XV marqués de Cerralbo,[25] dos veces grande de España, X marqués de Almarza,[23] VII marqués de Campo Fuerte,[23] VIII conde de Alba de Yeltes,[23] VII conde de Casasola del Campo,[23] X conde de Foncalada,[23] conde de Fuenrubia,[26] V conde de la Oliva de Gaytán,[23] XIII conde de Villalobos,[23] embajador extraordinario en Sajonia (1819), presidente del Consejo de las Órdenes, caballero de la Orden del Toisón de Oro, de la Orden de Alcántara, Gran Cruz de Carlos III y prócer del Reino.

El 26 de diciembre de 1807 Casó en Madrid con María de las Angustias Fernández de Córdoba y Pacheco, hija de Manuel Antonio Fernández de Córdoba y Pimentel, VIII marqués de Mancera, Grande de España de primera clase, marqués de Malpica, de marqués de Montalbo, y de Povar, y de María Teresa del Carmen Pacheco y Fernández de Velasco, V duquesa de Arión, grande de España. Sin descendencia. Le sucedió su hermano:
- José de Aguilera y Contreras (Madrid, 23 de septiembre de 1787-Madrid, 25 de diciembre de 1872), XV marqués de Flores Dávila,[23] IX conde de Alba de Yeltes,[23] XVI marqués de Cerralbo,[25] IX conde de Alcudia,[24] dos veces grande de España, XI marqués de Almarza,[23] VIII marqués de Campo Fuerte,[23] VIII conde de Casasola del Campo,[23] XI conde de Foncalada,[23] conde de Fuenrubia,[26] VI conde de la Oliva del Gaytán,[23] alférez mayor de  Burgos, Ciudad Rodrigo y Aranda de Duero, caballero veinticuatro de Salamanca y Granada y gentilhombre grande de España con ejercicio y servidumbre de la reina Isabel II de España.

Contrajo matrimonio en Córdoba el 11 de abril de 1815 con Francisca Valentina Becerril e Hinojosa. La descendencia de este matrimonio heredó todos los títulos excepto el condado de Fuenrubia. Le sucedió su nieto, hijo de su hijo primogénito, Francisco de Aguilera y Becerril y de su esposa, Luisa de Gamboa y López:
- Manuel de Aguilera y Gamboa (Madrid, 25 de agosto de 1848-Madrid, 6 de febrero de 1899), XVI marqués de Flores Dávila.

Casó con Esperanza Pérez de Herrasti y Antillón (1848-1899).  Le sucedió su hijo:
- Manuel María de Aguilera y Pérez de Herrasti (Madrid, 15 de julio de 1877-ibíd., 23 de noviembre de 1925), XVII marqués de Flores Dávila, caballero Gran Cruz de Isabel la Católica.[28]

Casó con María del Carmen de Ligués y Bález.  Le sucedió su hijo:
- Manuel de Aguilera y Ligués (7 de marzo de 1904-1 de junio de 1977), XVIII marqués de Flores Dávila en 1927, XVIII marqués de Cerralbo, XII conde de Alcudia, dos veces grande de España.

Sin descendencia, le sucedió su sobrina, hija de Fernando de Aguilera y Abárzuza —hijo de Fernando de Aguilera y Pérez de Herrasti—, y de su esposa Pilar Narváez y Coello de Portugal.
- Margarita de Aguilera y Narváez, XIX marquesa de Flores Dávila.[28][30]